# Station Geilo
Station Geilo  is een station in  Geilo in  Viken  in  Noorwegen. Het station ligt aan Bergensbanen. Het  stationsgebouw van Geilo dateert uit 1907 en is een ontwerp van Paul Armin Due. Ten tijde van de opening werd de naam gespeld als Gjeilo stasjon, de huidige spelling dateert uit 1921.